# 한현택
한현택(韓賢澤, 1955년 12월 15일~)은 대한민국의 공무원 출신의 정치인이다. 제17·18대 대전 동구청장이다.

## 학력
- 금산중앙초등학교 졸업
- 대전중학교 졸업
- 충남고등학교 졸업
- 한남대학교 회계학과 학사
- 대전대학교 경영행정사회복지대학원 사회복지학 석사
- 대전대학교 대학원 행정학과 행정학 박사과정 수료

## 경력
- 대전 동구 가양1동장, 문화홍보과장, 주민자치과장 역임
- 대전광역시 푸른도시사업단장, 자치행정과장, 공보관 역임
- 2010년 7월 1일 민선 5기 제6대 대전광역시 동구청장 취임
- 2014년 7월 1일 민선 6기 제7대 대전광역시 동구청장 취임(재선)
- 2014년 10월 ~ 2016년 7월 전국시장군수구청장협의회 대전광역시 협의회장
- 2016년 5월 국민의당 대전광역시당 동구지역위원장
- 2016년 2월 ~ 2016년 7월 국민의당 중앙당 최고위원
- 2016년 7월 ~ 2017년 1월 국민의당 중앙당 비상대책위원
- 2017년 1월 ~ 2017년 5월 국민의당 중앙당 최고위원
- 2018년 1월 ~ 2018년 6월
  - 민선 6기 대전광역시 동구청장
  - 대전광역시 동구체육회장
  - 국민의당 대전광역시당 동구지역위원장
  - 바른미래당 대전광역시당 공동시당위원장 / 대전동구 공동지역위원장
- 2020년 4월 제21대 국회의원선거 미래통합당 대전광역시당 선거대책위원회 특별선대위원장
- 2022년 제20대 대통령선거 국민의힘 윤석열 후보 선거대책위원회
  - 중앙당 중앙선거대책본부 조직본부 전략기획특위 직할 부본부장
  - 대전광역시당 선거대책위원회 정치통합본부장
- 현) 국민의힘 대전광역시당 정치통합특별위원장

## 수상
- 대통령 표창
- 대일비호대상
- 홍조근정훈장
- 2014 금강환경대상 환경보전부문 최우수상
- 2015 한국매니페스토실천본부 공약이행분야 우수상

## 소속 정당 전력
- 당속 전력: 자유선진당 → 선진통일당(자유선진당이 당명 변경) → 새누리당(선진통일당과의 합당) → 무소속(새누리당 탈당) → 새정치민주연합(신규 입당) → 더불어민주당(새정치민주연합이 당명 변경) → 무소속(더불어민주당 탈당) → 국민의당(신규 입당) → 바른미래당(신설 합당) → 무소속(바른미래당 탈당) → 국민의당(신규 입당) → 무소속(국민의당 탈당) → 미래통합당(신규 입당) → 국민의힘(미래통합당이 당명 변경)
- 2010년 ~ 2014년 3월: 자유선진당 → 선진통일당 → 새누리당 (2012년 자유선진당이 선진통일당으로 당명을 바꾸고, 새누리당과 합당함에 따라 새누리당으로 변경됨)
- 2014년 ~ 2016년 1월 9일: 2014년 3월 새누리당 탈당하여 2014년 7월 새정치민주연합 입당
- 2016년 1월 9일 ~ 2018년 2월 12일: 2016년 1월 9일 더불어민주당 탈당 후 2016년 2월 3일 국민의당 입당
- 2018년 2월 13일: 바른미래당 창당(신설합당)
- 2020년 2월: 바른미래당 탈당 후 국민의당 입당
- 2020년 3월 30일: 국민의당 탈당 후 4월 1일 미래통합당 입당, 현 국민의힘 소속

## 역대 선거 결과
|  | 35.69% |

|  | 56.36% |

|  | 23.50% |

## 소속 정당
| 소속 정당 | 소속 정당      | 소속 기간 | 비고      |
| --------- | -------------- | --------- | --------- |
|           | 자유선진당     | 2010~2012 | 정계 입문 |
|           | 선진통일당     | 2012      | 당명 변경 |
|           | 새누리당       | 2012~2014 | 합당      |
|           | 무소속         | 2014      | 탈당      |
|           | 새정치민주연합 | 2014~2015 | 입당      |
|           | 더불어민주당   | 2015~2016 | 당명 변경 |
|           | 무소속         | 2016      | 탈당      |
|           | 국민의당       | 2016~2018 | 창당      |
|           | 바른미래당     | 2018~2020 | 합당      |
|           | 무소속         | 2020      | 탈당      |
|           | 국민의당       | 2020      | 입당      |
|           | 무소속         | 2020      | 탈당      |
|           | 미래통합당     | 2020      | 창당      |
|           | 국민의힘       | 2020~현재 | 당명 변경 |